# Centovalli
Centovalli es una comuna suiza del cantón del Tesino, situada en el distrito de Locarno, círculo de Melezza. Limita al norte con las comunas de Onsernone, Mosogno e Isorno, al noreste con Cavigliano, al este con Losone, al sureste con Ascona, al sur con Brissago, al suroeste con Cursolo-Orasso (IT-VB), y al oeste con Re (IT-VB).
La comuna fue creada el 25 de octubre de 2009 tras la fusión de las antiguas comunas de Borgnone, Intragna y Palagnedra.